# دانيال بيكمان
دانيال بيكمان (بالألمانية: Daniel Beckmann)‏ هو عازف الأرغن ألماني، ولد في 6 مايو 1980 في آتندورن في ألمانيا.